# Hố lửa
Hố lửa hoặc hố đốt lửa có thể thay đổi từ hố đào trong lòng đất đến cấu trúc đốt khí phức tạp bằng đá, gạch và kim loại. Đặc điểm chung của hố lửa là chúng được thiết kế để chứa lửa và ngăn không cho nó lan rộng.

## Các loại hố đương đại
Hố lửa làm sẵn là hình thức phổ biến nhất của hố lửa và có thể được mua từ cửa hàng. Chúng thường được làm bằng bê tông đúc sẵn hoặc kim loại và/hoặc kết hợp bàn kim loại và đá. Chúng thường là khí tự nhiên, propane (LP) hoặc ethanol sinh học. Các hố lửa đốt gỗ làm bằng kim loại cũng khá phổ biến nhưng dưới sự giám sát ngày càng tăng do lệnh cấm lửa và khí thải hạt không khí. Đầu đốt khí đốt tự nhiên và propan trong các loại tàu được chế tạo sẵn này được chứng nhận theo tiêu chuẩn ANSI (Mỹ), CSA (Canada) và CE (Châu Âu). Những người thực hiện đốt hố lửa không được kiểm soát và không chắc chắn đang ngày càng bị các cơ quan quản lý xem xét kỹ lưỡng và bị từ chối cấp phép. Các hố lửa đã khuyến nghị giải phóng mặt bằng cho các chất dễ cháy và yêu cầu ít nhất 5 feet so với ngọn lửa và chu vi 16" từ chu vi bên ngoài.
Về cơ bản, để tạo ra một hố lửa, chỉ cần một lỗ để có thể ngăn chặn đám cháy một cách an toàn. Điều này có thể đơn giản như đào một cái hố trên mặt đất, hoặc phức tạp như làm rỗng một trụ gạch hoặc đá. Hố lửa đốt củi phải được đặt cách các công trình ít nhất mười feet (ba mét) để đảm bảo an toàn. Nên tránh sử dụng hố lửa trong các điều kiện bất lợi và áp dụng các biện pháp phòng ngừa an toàn cháy nổ cơ bản.

### Hố lửa không khói Dakota

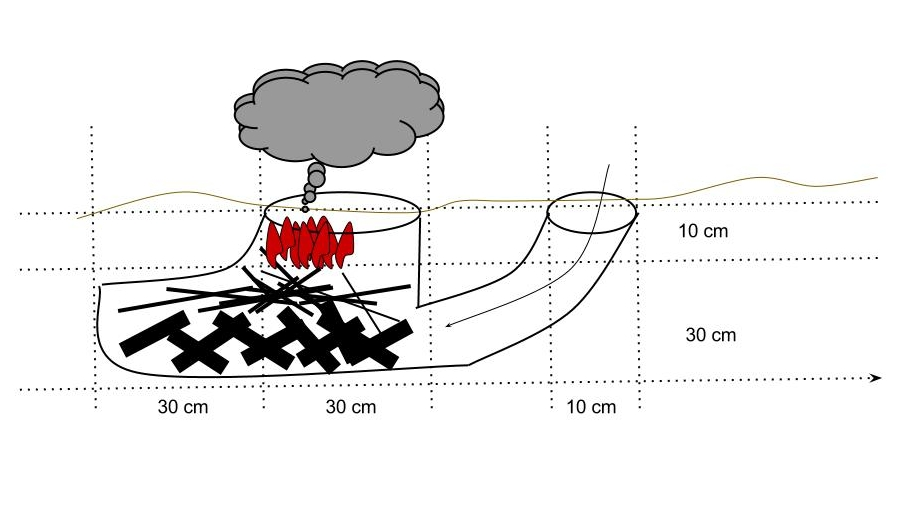
Minh họa hố lửa Dakota

Hố lửa Dakota là một thiết kế lửa đơn giản, hiệu quả, tạo ra ít hoặc không có khói. Như được mô tả trong hình minh họa, hai lỗ nhỏ được đào trong lòng đất: một lỗ để lấy củi và cái còn lại để cung cấp một luồng khí. Cành cây nhỏ được đóng gói vào hố lửa và vật liệu dễ cháy được đặt lên trên và sáng. Ngọn lửa bùng cháy từ trên xuống dưới, tạo ra một luồng không khí trong lành, đều đặn từ lỗ khí khi nó cháy. Bởi vì không khí đi qua tự do xung quanh nhiên liệu, đạt được sự đốt cháy gần hoàn toàn, kết quả là một ngọn lửa cháy mạnh và rực rỡ và có rất ít hoặc không nhìn thấy khói. Hố lửa Dakota là một ngọn lửa chiến thuật được quân đội Hoa Kỳ sử dụng khi ngọn lửa tạo ra một dấu hiệu ánh sáng yếu, giảm khói và dễ bắt lửa hơn trong điều kiện gió mạnh.

## Hố lửa trong lịch sử
Nhiều nền văn hóa, đặc biệt là những người du mục sẽ cắt cỏ trên hố lửa trong một buổi lễ cắt cỏ, thay thế cho bãi cỏ sau đó để che giấu bất kỳ bằng chứng nào về vụ cháy. Các yếu tố của buổi lễ này vẫn còn trong các tổ chức thanh niên truyền thống như Woodcraft Folk.

## Hố lửa hiện đại
Nhiều chủ nhà đang sử dụng hố lửa để sưởi ấm, giải trí và nấu ăn hoặc làm điểm nhấn cho không gian sống ngoài trời. Một số xu hướng gần đây đã bao gồm việc cải tạo các đầu bể nén để tạo ra một bát lửa có thể đặt trên mặt đất hoặc trên chân. Ví dụ như bát lửa Ấn Độ 

## Ý nghĩa khảo cổ
Phần còn lại của hố lửa lưu giữ thông tin về các nền văn hóa trong quá khứ. Các carbon phóng xạ có niên đại từ than củi được tìm thấy trong các hố lửa cũ có thể ước tính khi nào các khu vực được dân cư lần đầu tiên hoặc khi các nền văn minh chết đi. Xương và hạt giống tìm thấy trong hố lửa cho thấy chế độ ăn uống của khu vực đó.
Trong thuật ngữ khảo cổ, hố lửa được gọi là địa hình bởi vì chúng có thể được nhìn thấy và ghi lại như một phần của địa điểm nhưng không thể di chuyển mà không bị phá hủy.